# 夢工房
夢工房（ゆめこうぼう）は、日本の芸能事務所。2021年6月時点、事務所の所在地は神奈川県川崎市にある。日本芸能マネージメント事業者協会会員。

## 所属俳優

### 男性
2023年10月1日時点
- 石原和海
- 岩原明生
- 植田靖比呂
- 大月秀幸
- 久保真一郎
- 佐藤良洋
- 清水宏
- 諏訪太朗
- 高原知秀
- 舘昌美
- 永栄正顕
- 並樹史朗
- 新虎幸明
- 野口雅弘
- 松澤仁晶
- 松田章
- 吉川勝雄（旧名；白井勝雄）
- 梅津翔

### 女性
- 秋山恭子
- 安東華子
- 井手規愛
- 榎本由希
- 岡優美子
- 尾崎舞
- 尾上博美
- 金子マリ
- 河野景子
- 斉木きょうこ
- 千咲としえ
- 髙橋かすみ
- 滝本ゆに
- 冨田じゅん
- 中井理恵
- 藤田るみ
- 槇由紀子
- 松山美雪
- 南加絵
- 安室満樹子
- 山崎智恵
- 吉田昌美

## 所属していた俳優
- 飯尾英樹
- 石塚良博
- 江戸川じゅん兵（旧名：江戸川卍丸）（→A.L.C.Atlantis）
- 大久保運（→アルファセレクション→GFA→NOS）
- 大塚良重
- 和木亜央
- 神威杏次
- 崔哲浩
- 佐藤幹雄
- ジーコ内山
- 志水季里子
- 田村直子
- 千葉誠樹（→GoogTime'S13[2] → スリーベイシス）
- 奈良坂篤
- 成瀬優和
- 浜幸一郎
- 冬雁子
- 山内健嗣（→プロダクション・タンク→ケンユウオフィス）
- 李鐘浩（旧名：さくまひろし、倉田昇一、李じょんほ / →グリスト）